# II liga polska w hokeju na lodzie (1983/1984)
II liga polska w hokeju na lodzie 1983/1984 – 29. sezon drugiego poziomu ligowego hokeja na lodzie w Polsce. Został rozegrany na przełomie 1983 i 1984 roku.

## Formuła
Do sezonu przystąpiło 10 drużyn, po pięć w Grupie Północnej i Grupie Południowej (pierwotnie do tej drugiej był także anonsowany udział GKS II Katowice). Sezon regularny zaplanowano na czas od 8 października 1983 do 4 marca 1984. Po sezonie regularnym zaplanowano rozegranie czterech turniejów finałowych, których gospodarzami zostały po dwie najlepsze drużyny z Grupy Północnej i Grupy Południowej.
Mistrzostwo II ligi edycji 1983/1984 i jednocześnie awans do I ligi w sezonie 1984/1985 uzyskał Stoczniowiec Gdańsk.

## Sezon zasadniczy

### Grupa Północna
- Boruta Zgierz
- Pogoń Siedlce
- Pomorzanin Toruń
- Stoczniowiec Gdańsk
- Znicz Pruszków

| - I dwumecz – 08-09.X.1983: - Boruta Zgierz – Stoczniowiec Gdańsk 2:15 (0:6, 1:2, 1:7), 1:10 (1:2, 0:3, 0:5) - Znicz Pruszków – Pogoń Siedlce 13:2, 8:4 - Pomorzanin Toruń – pauza |  | II runda |

### Grupa Południowa
| - I dwumecz – 08-09.X.1983: - Stal Sanok – Odra Opole 8:2 (4:0, 2:1, 2:1), 1:1 (1:0, 0:1, 0:0) - GKS Jastrzębie – Włókniarz Zgierz 11:4, 7:1 - Legia KTH Krynica – pauza - II dwumecz – 15-16.X.1983: - Stal Sanok – GKS Jastrzębie 6:5 (2:1, 4:2, 0:2), 0:3 (0:1, 0:0, 0:2) - Włókniarz Zgierz – Legia KTH Krynica 2:5, 4:3 - Odra Opole – pauza - III dwumecz – 22-23.X.1983: - Legia KTH Krynica – Stal Sanok 8:2 (2:0, 3:0, 3:2), 6:2 (3:0, 1:1, 2:1) - GKS Jastrzębie – Odra Opole 5-0,13-0 - Włókniarz Zgierz – pauza - IV dwumecz – 29-30.X.1983: - GKS Jastrzębie – Legia KTH Krynica 3:3, 9:1 - Odra Opole – Włókniarz Zgierz 4:2, 6:2 - Stal Sanok – pauza - V dwumecz – 05-06.XI.1983: - Włókniarz Zgierz – Stal Sanok 5:8 (2:2, 2:3, 1:3), 4:9 (2:3, 1:3, 1:3) - Legia KTH Krynica – Odra Opole 5:0, 5:0 (walkower) - GKS Jastrzębie – pauza - I dwumecz – 12-13.XI.1983: - Odra Opole – Stal Sanok 1:6 (0:2, 1:2, 0:2), 2:14 (2:2, 0:5, 0:7) - Włókniarz Zgierz – GKS Jastrzębie 2:4, 3:7 - Legia KTH Krynica – pauza - II dwumecz – 19-20.XI.1983: - GKS Jastrzębie – Stal Sanok 7:3 (1:1, 2:0, 4:2), 5:1 (3:0, 1:0, 1:1) - Legia KTH Krynica – Włókniarz Zgierz 7:3, 5:1 - Odra Opole – pauza - III dwumecz – 26-27.XI.1983: - Stal Sanok – Legia KTH Krynica 8:3 (3:3, 3:0, 2:0), 4:3 (3:1, 1:2, 0:0) - Odra Opole – GKS Jastrzębie 1:11, 5:5 - Włókniarz Zgierz – pauza - IV dwumecz – 05-06.XII.1983: - Legia KTH Krynica – GKS Jastrzębie 7:3, 2:4 - Włókniarz Zgierz – Odra Opole 4:1, 10:4 - Stal Sanok – pauza - V dwumecz – 10-11.XII.1983: - Stal Sanok – Włókniarz Zgierz 11:1 (4:0, 1:0, 6:1), 7:3 (4:1, 1:0, 2:2) - Odra Opole – Legia KTH Krynicam 0:6, 3:9 - GKS Jastrzębie – pauza |  | - I dwumecz – 17-18.XII.1983: - Stal Sanok – Odra Opole 7:1 (2:0, 0:0, 5:1), 8:3 (5:0, 2:1, 1:2) - GKS Jastrzębie – Włókniarz Zgierz 9:5, 11:2 - Legia KTH Krynica – pauza - II dwumecz – 07-08.I.1984: - Stal Sanok – GKS Jastrzębie 3:2 (2:1, 1:0, 0:1), 6:2 (2:1, 3:1, 1:0) - Włókniarz Zgierz – Legia KTH Krynica - Odra Opole – pauza - III dwumecz – 14-15.I.1984: - Legia KTH Krynica – Stal Sanok 9:5 (2:3, 4:2, 3:0), 10:2 (2:0, 4:0, 4:2) - GKS Jastrzębie – Odra Opole - Włókniarz Zgierz – pauza - IV dwumecz – 21-22.X.1984: - GKS Jastrzębie – Legia KTH Krynica - Odra Opole – Włókniarz Zgierz - Stal Sanok – pauza - V dwumecz – 28-29.I.1984: - Włókniarz Zgierz – Stal Sanok 3:7 (2:2, 1:1, 0:4), 5:7 (3:2, 0:3, 2:2) - Legia KTH Krynica – Odra Opole 12:1, 11:2 - GKS Jastrzębie – pauza - I dwumecz – 04-05.II.1984: - Odra Opole – Stal Sanok 2:8 (0:0, 1:5, 1:3), 0:7 (0:4, 0:0, 0:3) - Włókniarz Zgierz – GKS Jastrzębie 2:9, 3:8 - Legia KTH Krynica – pauza - II dwumecz – 11-12.II.1984: - GKS Jastrzębie – Stal Sanok 6:4 (0:2, 3:1, 3:1), 3:6 (1:1, 1:4, 1:1) - Legia KTH Krynica – Włókniarz Zgierz 11:0, 12:1 - Odra Opole – pauza - III dwumecz – 18-19.II.1984: - Stal Sanok – Legia KTH Krynica 4:6 (1:4, 1:1, 2:1), 5:6 (1:2, 3:2, 1:2) - Odra Opole – GKS Jastrzębie 3:13, 3:7 - Włókniarz Zgierz – pauza - IV dwumecz – 25-26.II.1984: - Legia KTH Krynica – GKS Jastrzębie - Włókniarz Zgierz – Odra Opole - Stal Sanok – pauza - V dwumecz – 03-04.III.1984: - Stal Sanok – Włókniarz Zgierz 5:6 (1:2, 1:3, 3:1), 5:3 (3:1, 1:0, 1:2) - Odra Opole – Legia KTH Krynica 0:6, 3:9 - GKS Jastrzębie – pauza |

#### Tabela
| Lp. | Zespół            | M  | Pkt | W  | R | P  | G + | G - | +/-  |
| --- | ----------------- | -- | --- | -- | - | -- | --- | --- | ---- |
| 1   | GKS Jastrzębie    | 32 | 50  |    |   |    | 215 | 98  | +117 |
| 2   | Legia KTH Krynica | 32 | 47  |    |   |    | 199 | 100 | +99  |
| 3   | Stal Sanok        | 32 | 41  | 20 | 1 | 11 | 179 | 126 | +53  |
| 4   | Włókniarz Zgierz  | 32 | 14  |    |   |    | 102 | 209 | -107 |
| 5   | Odra Opole        | 32 | ?   |    |   |    | 59  | 226 | -167 |

Legenda:
- = awans do turnieju finałowego
- Wskutek nieczytelności wydruku w prasie nie jest pewna liczba punktów w tabeli zdobytych przez Odrę Opole. Niewątpliwie jest to 9 lub mniej punktów.

## Eliminacje do I ligi

### Turnieje finałowe
- 09-11.III.1984: Krynica-Zdrój
- 16-18.III.1984: Jastrzębie-Zdrój lub Toruń
- 24-25.III.1984: Jastrzębie-Zdrój lub Toruń
- 30.III.-01.IV.1984: Gdańsk[34][35][36]

### Tabela
| Lp. | Zespół              | M  | Pkt | W | R | P | G + | G - | +/- |
| --- | ------------------- | -- | --- | - | - | - | --- | --- | --- |
| 1   | Stoczniowiec Gdańsk | 11 | 17  | 8 | 1 | 2 | 64  | 34  | +30 |
| 2   | Legia KTH Krynica   | 11 | 12  | 5 | 2 | 4 | 57  | 51  | +6  |
| 3   | GKS Jastrzębie      | 12 | 10  | 5 | 0 | 7 | 50  | 61  | -11 |
| 4   | Pomorzanin Toruń    | 12 | 7   | 3 | 1 | 8 | 37  | 62  | -25 |

Nie rozegrano jednego meczu pomiędzy Stoczniowcem a Legią, który miał odbyć się na turnieju w Jastrzębiu. Lodowisko w Jastrzębiu nie zostało przygotowane do zawodów. Wszystkie trzy mecze z udziałem GKS-u zostały uznane jako walkowery 5-0 dla rywali.
- = awans do I ligi

W wyniku rozgrywki eliminacyjnej awans do I ligi edycji 1984/1985 uzyskał Stoczniowiec Gdańsk.